# Języki barbakoańskie
Języki barbakoańskie – pierwotna rodzina językowa z obszaru Ekwadoru i Kolumbii, należąca do fyli czibczańskiej.

## Klasyfikacja
| Grupy i języki                 | Liczba mówiących | Kraje             |
| ------------------------------ | ---------------- | ----------------- |
| Języki północnobarbakoańskie   |                  |                   |
| awa-kwaiker (awa, cuaiquer)    | 15 130           | Ekwador, Kolumbia |
| barbakoaski (= pasto?)         | 0?               | Kolumbia          |
| muellama                       | 0                | Kolumbia          |
| Języki południowobarbakoańskie |                  |                   |
| czaczi (kayapa)                | 9390             | Ekwador           |
| kolorado                       | 2840             | Ekwador           |
| karanki (kara)                 | 0                | Ekwador           |
| nigua                          | 0                | Ekwador           |